# Gvia HaMedina 2016-2017
La Coppa d'Israele 2016-2017 (in ebraico 2016-2017 גביע המדינה, Gvia HaMedina 2016-2017, cioè "Coppa di Stato 2016-2017") è stata la 78ª edizione della coppa nazionale calcistica israeliana, la 63ª dalla nascita dello Stato di Israele.
Come da regolamento, ad eccezione che nei quarti di finale, tutte le partite si sono giocate in gara unica. In caso di parità dopo i novanta minuti regolamentari, si sono disputati i tempi supplementari e, se la parità fosse continuata, i tiri di rigore.
Le semifinali e la finale si sono giocate in campo neutro.
Iniziato nel settembre 2016, il torneo si è concluso il 25 maggio 2017: nella finale di Gerusalemme, disputata allo Stadio Teddy Kollek, il Bnei Yehuda ha battuto per 4-3 ai tiri di rigore il Maccabi Tel Aviv, conquistando il trofeo per la terza volta nella propria storia e qualificandosi al secondo turno preliminare dell'UEFA Europa League 2017-2018.

## Settimo turno
Dal primo al sesto turno la manifestazione si è disputata a livello regionale, con la partecipazione di tutte le squadre iscritte all'IFA. A partire dal settimo turno la Coppa d'Israele si gioca a livello nazionale.
| Squadra in casa        | Punteggio         | Squadra in trasferta     |
| ---------------------- | ----------------- | ------------------------ |
| Beitar Haifa           | 0–2               | Maccabi Sha'arayim       |
| Hapoel Bik'at HaYarden | 1–4               | Maccabi Ironi Kiryat Ata |
| Hapoel Asi Gilboa      | 2–4               | Hapoel Iksal             |
| Maccabi Tzur Shalom    | 3–1               | Hapoel Petah Tiqwa       |
| Agudat Sport Holon     | 0–5               | Hapoel Gerusalemme       |
| Ihud Bnei Kafr Qara    | 0–1               | Hapoel Hod HaSharon      |
| Tzeirei Rahat          | 1–1 dts (0–2 rig) | Kafr Qasim               |
| Hapoel Bnei Lod        | 4–1               | Hapoel Kfar Shalem       |
| H. Rishon LeZion       | 5–3               | Hapoel Hadera            |
| Hapoel Ramat Gan       | 4–0               | Beitar Kfar Saba         |
| Nazareth Illit         | 1–0               | Ironi Nesher             |
| Hapoel Umm al-Fahm     | 1–1 dts (1–4 rig) | Maccabi Kabilio Giaffa   |
| Ironi R. HaSharon      | 3–0               | Hapoel Katamon G.        |
| Maccabi Herzliya       | 2–3               | Hapoel Afula             |

## Ottavo turno
| Squadra in casa          | Punteggio         | Squadra in trasferta   |
| ------------------------ | ----------------- | ---------------------- |
| Hapoel Haifa             | 6–1               | Kafr Qasim             |
| Hapoel Ashkelon          | 5–2               | Maccabi Kabilio Giaffa |
| Hapoel Akko              | 3–3 dts (3–4 rig) | Bnei Yehuda            |
| Maccabi Sha'arayim       | 1–3               | Bnei Sakhnin           |
| Hapoel Be'er Sheva       | 2–0               | Maccabi Tzur Shalom    |
| Hapoel Ra'anana          | 4–1               | Maccabi Ahi Nazaret    |
| Hapoel Hod HaSharon      | 0–1 dts           | Ironi K. Shmona        |
| Maccabi Ironi Kiryat Ata | 0–3               | Hapoel Ramat Gan       |
| Hapoel Iksal             | 1–3 dts           | Ashdod                 |
| Beitar Tel Aviv Ramla    | 2–1               | Nazareth Illit         |
| Hapoel Gerusalemme       | 3–2               | Hapoel Afula           |
| Maccabi Netanya          | 1–2 dts           | H. Rishon LeZion       |
| Maccabi Haifa            | 0–2               | Maccabi Petah Tiqwa    |
| Hapoel Bnei Lod          | 0–3               | Maccabi Tel Aviv       |
| Beitar Gerusalemme       | 3–0               | Hapoel Kfar Saba       |
| Hapoel Tel Aviv          | 1–0               | Ironi R. HaSharon      |

## Ottavi di finale
| Squadra in casa    | Punteggio         | Squadra in trasferta  |
| ------------------ | ----------------- | --------------------- |
| Beitar Gerusalemme | 2–1               | Bnei Sakhnin          |
| Hapoel Haifa       | 3–0               | H. Rishon LeZion      |
| Hapoel Ashkelon    | 0–4               | Bnei Yehuda           |
| Hapoel Tel Aviv    | 0–2               | Maccabi Petah Tiqwa   |
| Hapoel Gerusalemme | 0–0 dts (3–4 rig) | Hapoel Ramat Gan      |
| Ashdod             | 1–1 dts (5–4 rig) | Beitar Tel Aviv Ramla |
| Hapoel Be'er Sheva | 1–2               | Ironi K. Shmona       |
| Hapoel Ra'anana    | 1–1 dts (2–4 rig) | Maccabi Tel Aviv      |

## Quarti di finale
| Squadra 1           | Totale | Squadra 2        | Andata | Ritorno |
| ------------------- | ------ | ---------------- | ------ | ------- |
| Maccabi Petah Tiqwa | 1-3    | Maccabi Tel Aviv | 0-1    | 1-2     |
| Beitar Gerusalemme  | 2-1    | Ironi K. Shmona  | 2-0    | 0-1     |
| Ashdod              | 1-6    | Bnei Yehuda      | 1-4    | 0-2     |
| Hapoel Haifa        | 3-4    | Hapoel Ramat Gan | 1-1    | 1-2     |

## Semifinali
| Arbitro: | Shmuelevich |

|           |           |  |
| Cohen 22’ | Marcatori |  |

| Arbitro: | Liani |

|          |           |                          |
| Ezra 89’ | Marcatori | 18’ Schoenfeld 60’ Mikha |

## Finale
| Arbitro: | Eli Hacmon |

|                                                       |                      |                                                |
| Alberman Rikan Kjartansson Scarione Benayoun Ben Haim | Tiri di rigore 3 – 4 | Valskis Jovanović Buzaglo Gordana Cohen Finish |